# Hatem Trabelsi
Pour les articles homonymes, voir Trabelsi.
Hatem Trabelsi (arabe : حاتم الطرابلسي), né le 25 janvier 1977 à l'Ariana, est un footballeur international tunisien qui évoluait au poste d'arrière droit.

## Carrière

### Club
Trabelsi fait ses débuts au club phare de la ville de Sfax : le Club sportif sfaxien. Il poursuit sa carrière au poste de milieu de terrain avant de se convertir en arrière droit lors de son passage aux seniors. Transféré en 2001 à l'Ajax Amsterdam, il ne tarde pas à s'imposer dans le championnat néerlandais, comme en Ligue des champions, et gagne deux championnats et une coupe avec son club.
En 2003, il fait partie des cinquante sélectionnés pour le Ballon d'or de France Football.
En juin 2006, son contrat arrive à son terme et beaucoup d'équipes prestigieuses s'intéressent à lui dont le PSG, Arsenal, Tottenham, l'Inter Milan et le Milan AC. Mais il rejoint finalement, à la grande surprise, Manchester City. Son seul but de la saison en vingt apparitions est inscrit lors du derby contre United, d'une frappe lointaine du pied gauche. 
En 2007, il est contacté par Le Mans et Marseille mais signe en novembre un contrat de six mois en faveur d'Al-Hilal Riyad. Au terme de son contrat, il est mis à l'essai par l'Olympique de Marseille, tentative qui ne donne pas suite.
Trabelsi décide d'arrêter sa carrière à seulement 30 ans.

### Sélection
Il participe avec la Tunisie à trois coupes du monde (1998, 2002 et 2006) et trois coupes d'Afrique et contribue au sacre de la Tunisie lors de la CAN 2004. Dès lors, Trabelsi est promu capitaine de la sélection nationale. 
Lors de la CAN 2006 en Égypte, son rendement est affaibli par une blessure en quart de finale contre le Nigeria qui le contraint à quitter ses partenaires en première mi-temps ; il est remplacé par Amir Haj Massaoud lors de ce match remporté finalement par le Nigeria aux tirs au but.
Il décide d'arrêter ses participations en équipe de Tunisie après la décevante coupe du monde 2006 au cours de laquelle la Tunisie est éliminée dès le premier tour.

## Palmarès

### Sélection
- Vainqueur de la coupe d'Afrique des nations en 2004 avec la Tunisie

### Club
- Vainqueur de la coupe de la CAF en 1998 avec le Club sportif sfaxien
- Vainqueur de la coupe des clubs champions arabes en 2000 avec le Club sportif sfaxien
- Vainqueur du championnat des Pays-Bas en 2002 et 2004 avec l'Ajax Amsterdam
- Vainqueur de la Supercoupe des Pays-Bas en 2002 et 2005 avec l'Ajax Amsterdam
- Vainqueur de la coupe des Pays-Bas en 2006 avec l'Ajax Amsterdam

## Distinctions
En 2003, il est décoré des insignes d'officier de l'Ordre national du Mérite (Tunisie).
En 2020, il est retenu dans le Onze idéal de l'Ajax de tous les temps. Il fait également partie du Club des Cent.